# Kaaren Verne
Pour les articles homonymes, voir Verne.
Kaaren Verne est une actrice américaine née le 6 avril 1918 à Berlin (Allemagne), morte le 23 décembre 1967 à Hollywood (États-Unis).

## Biographie
Née à Berlin, Kaaren Verne fut baptisée sous le nom de Ingeborg Greta Katerina Marie-Rose Klinckerfuss.
En 1938, elle quitta l'Allemagne nazie et fit ses débuts dans le film anglais L'aventure est commencée en 1939. Du fait de la guerre, la production de films cessa en Grande-Bretagne et elle émigra aux États-Unis.
Kaaren Verne fut mariée quatre fois :
- Harold R. Susman, directeur des ventes d'une entreprise de vêtements[1]
- Arthur Young, musicien (30 août 1936 - mai 1945 ; divorce); un fils, Alastair
- L'acteur Peter Lorre (25 mai 1945 - 1950 ; divorce)
- L'historien du cinéma James Powers (1951 - jusqu'à son décès, le 23 décembre 1967)

Verne et son dernier époux James Powers adoptèrent la fille de Peter Lorre, Catharine, après le décès de l'acteur en 1964.
Verne continua à jouer dans des films jusqu'à sa mort, comme La Nef des fous en 1965. Elle mourut à 49 ans et fut enterrée au Calvary Cemetery, à St Paul, dans le Minnesota. 

## Filmographie
- 1940 : L'aventure est commencée (Ten Days in Paris) de Tim Whelan : Diane de Guermantes
- 1940 : Sky Murder (en) de George B. Seitz : Pat Evans
- 1941 : The Wild Man of Borneo de Robert B. Sinclair : L'actrice dans la scène de tournage
- 1941 : Underground de Vincent Sherman : Sylvia Helmuth
- 1942 : Échec à la Gestapo (All Through the Night) de Vincent Sherman : Mlle Leda Hamilton
- 1942 : Crimes sans châtiment (Kings Row) de Sam Wood : Elise Sandor
- 1942 : L'Homme aux deux visages (The Great Impersonation) de John Rawlins : La baronne Stephanie Idenbraum
- 1942 : Sherlock Holmes et l'Arme secrète (Sherlock Holmes and the Secret Weapon) de Roy William Neill : Charlotte Eberli
- 1944 : La Septième Croix (The Seventh Cross) : Leni
- 1952 : Les Ensorcelés (The Bad and the Beautiful) : Rosa
- 1953 : Histoire de trois amours (The Story of Three Loves) : Mme Legay (segment Equilibrium)
- 1953 : The Juggler
- 1955 : A Bullet for Joey : Mme Eric Hartman
- 1956 : Faux-monnayeurs (Outside the Law) : Mme Pulenski
- 1965 : La Nef des fous (Ship of Fools) : Mme Lutz
- 1966 : Madame X de David Lowell Rich : Mme Riborg, la nourrice